# 스즈미 스우
스즈미 스우(일본어: 涼 海 すう, 2007년 8월 22일~)는 일본의 여성 아이돌이다. 
현재 일본 여성 아이돌 그룹 타카네노 나데시코 소속으로 활동 중이다.